# Erythroxylum suberosum
Erythroxylum suberosum är en tvåhjärtbladig växtart som beskrevs av A. St.-hil.. Erythroxylum suberosum ingår i släktet Erythroxylum och familjen Erythroxylaceae. Utöver nominatformen finns också underarten E. s. denudatum.

## Bildgalleri

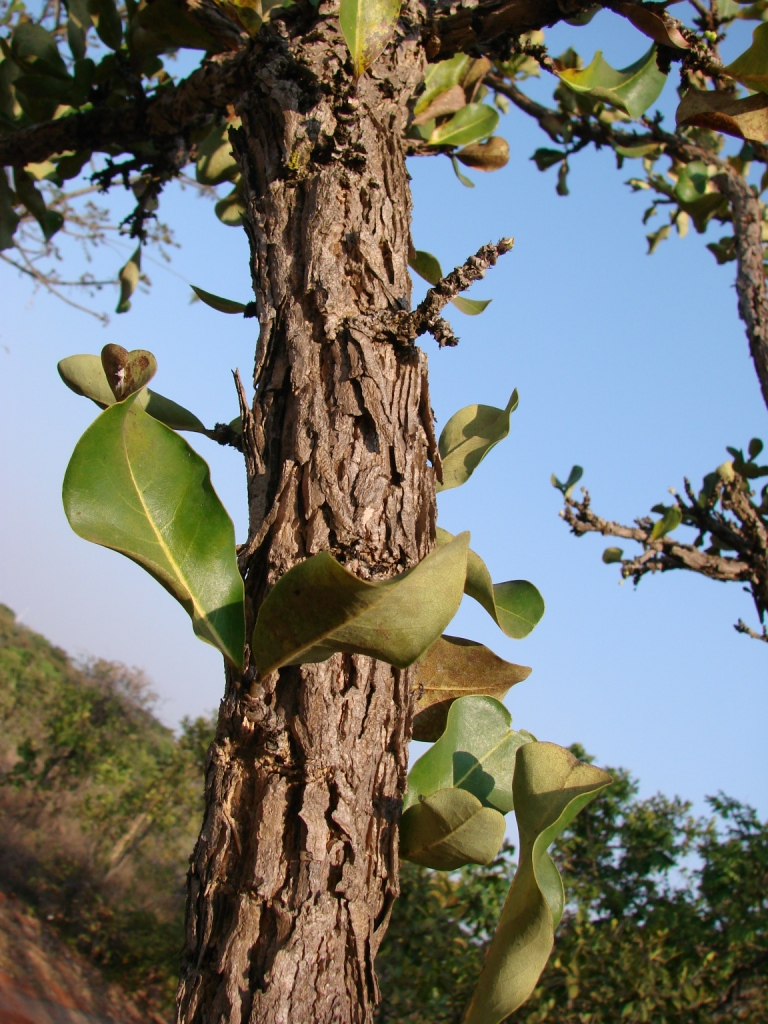